# مارك تايلر
مارك تايلر (بالإنجليزية: Mark Tyler)‏ (2 أبريل 1977 بنورتش في المملكة المتحدة - ) هو لاعب كرة قدم بريطاني في مركز حراسة المرمى. شارك مع منتخب إنجلترا تحت 18 سنة لكرة القدم. أما مع النوادي، فقد لعب مع نادي بوري ونادي بيتربورو يونايتد ونادي لوتون تاون ونادي واتفورد وهال سيتي ويوفل تاون وبيليريكاي تاون.

## وصلات خارجية
- مارك تايلر على موقع قاعدة بيانات كرة القدم.إي يو (الإنجليزية)
- مارك تايلر على موقع Soccerbase.com (لاعب) (الإنجليزية)
- مارك تايلر على موقع Soccerway.com (الإنجليزية)